# Kaiu (obec)
Obec Kaiu (estonsky Kaiu vald) je bývalá samosprávná obec v estonském kraji Raplamaa. V roce 2017 byla začleněna do obce Rapla.

## Sídla
Na území bývalé obce žije něco přes půldruhého tisíce obyvatel, z toho přibližně třetina v městečku Kaiu, které byl administrativním centrem obce, a zbytek ve 12 vesnicích (Kuimetsa, Vahastu, Karitsa, Kasvandu, Oblu, Põlliku, Suurekivi, Tamsi, Tolla, Toomja, Vana-Kaiu a Vaopere).